# Peristylus holttumii
Peristylus holttumii är en orkidéart som beskrevs av Gunnar Seidenfaden. Peristylus holttumii ingår i släktet Peristylus och familjen orkidéer. Inga underarter finns listade i Catalogue of Life.